# 玛哈泰寺 (拍那空县)
玛哈泰寺（泰語： Wat Mahathat），又译摩诃塔寺，是曼谷拍那空县的一间佛寺。臨近曼谷大皇宮，是重要的王室活動地點，扎克里王朝的首次結集會誦三藏教典便在這裏舉行。
全称玛哈泰育瓦拉朗沙里皇家大寺院（ Wat Mahathat Yuwarat Rangsarit Ratchaworamahawihan），为一等一级皇家寺院。

## 历史
玛哈泰寺历史悠久，建于阿瑜陀耶王国时期（1351–1767），原名沙叻寺（Wat Salak），即在曼谷成为暹罗都城之前就已存在。扎克里王朝定都曼谷后，玛哈泰寺由于地处大皇宫和前宮之间，成为一座地位重要的王室寺院。此后在暹罗数代君主统治期间，玛哈泰寺几经修缮。玛哈泰寺亦是泰国观见禅修的中心。
泰国最古老的高等院校——摩诃朱拉隆功大学，其最早的校区设在玛哈泰寺内部。

## 图册

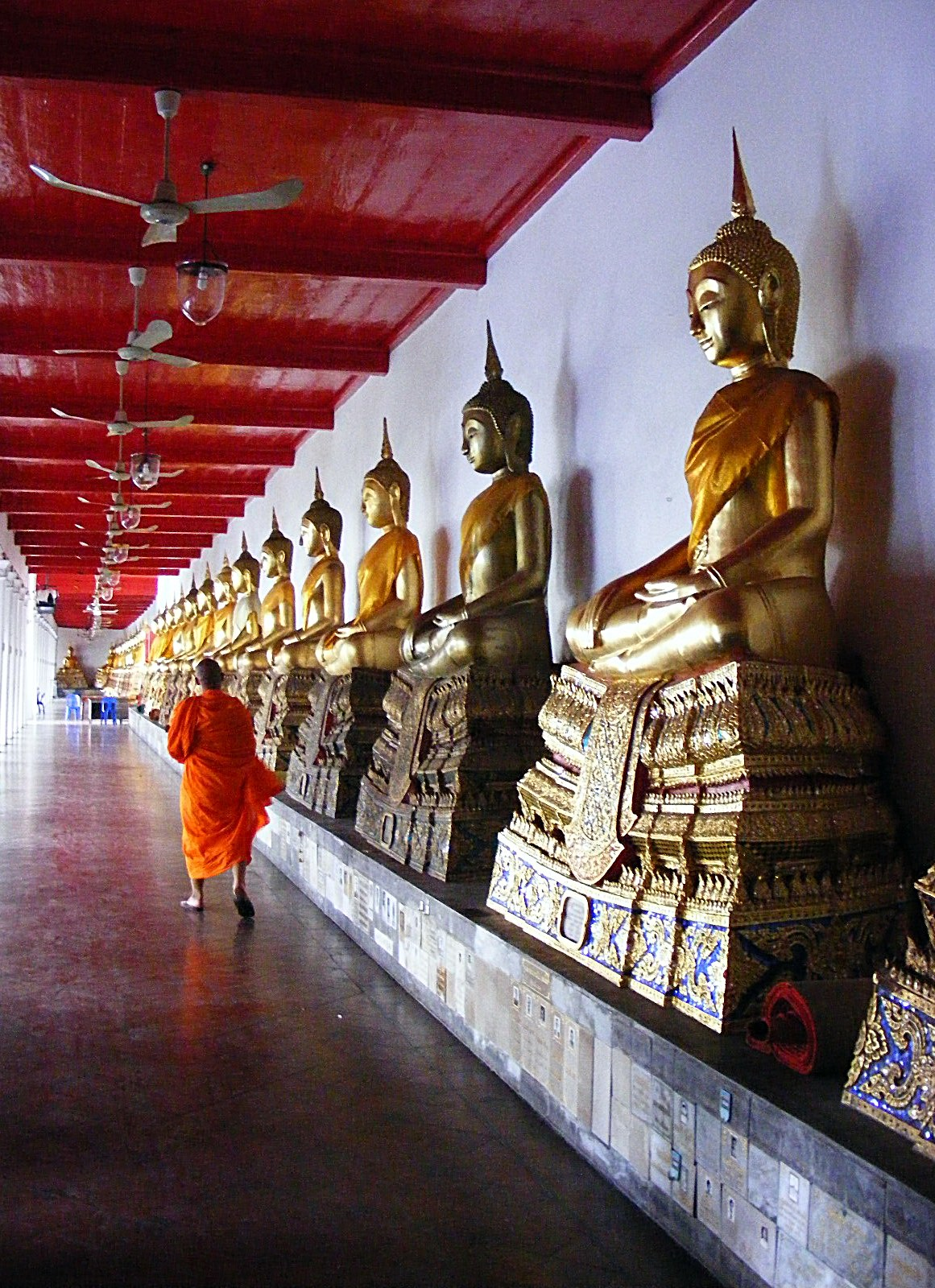
走廊的佛像
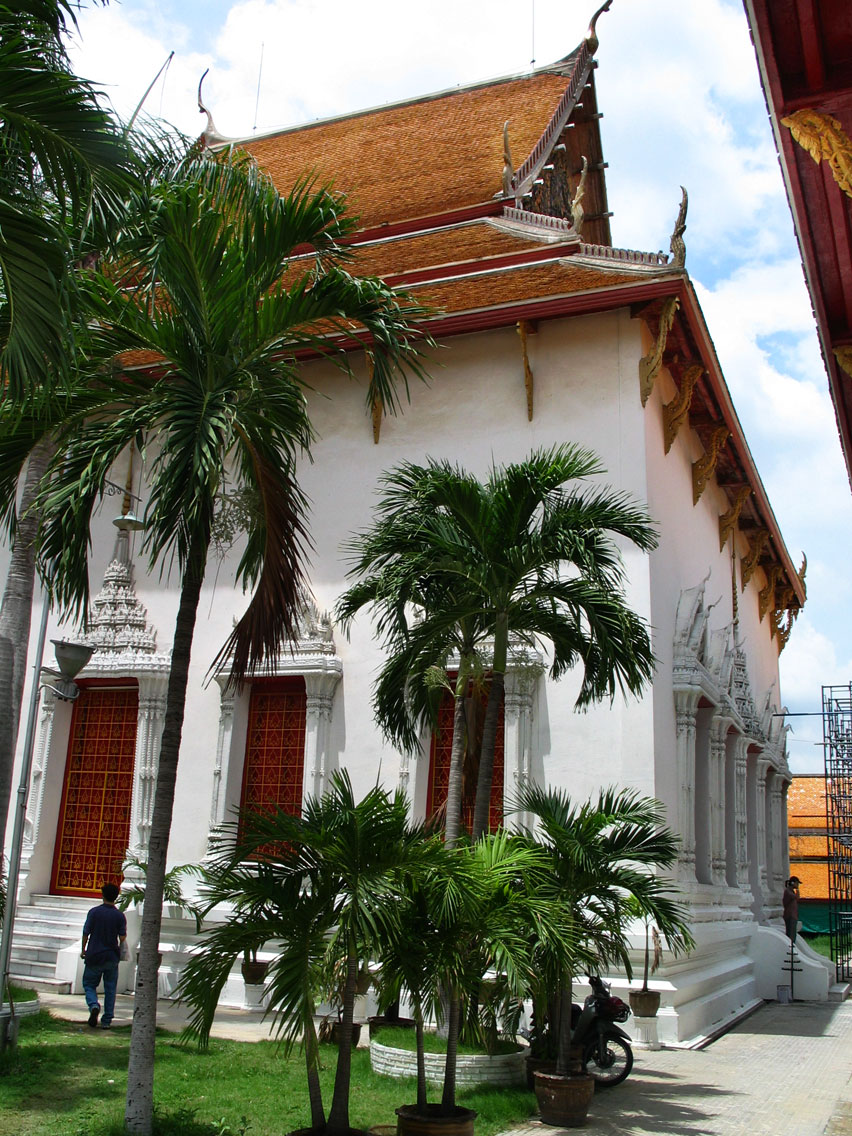
建筑
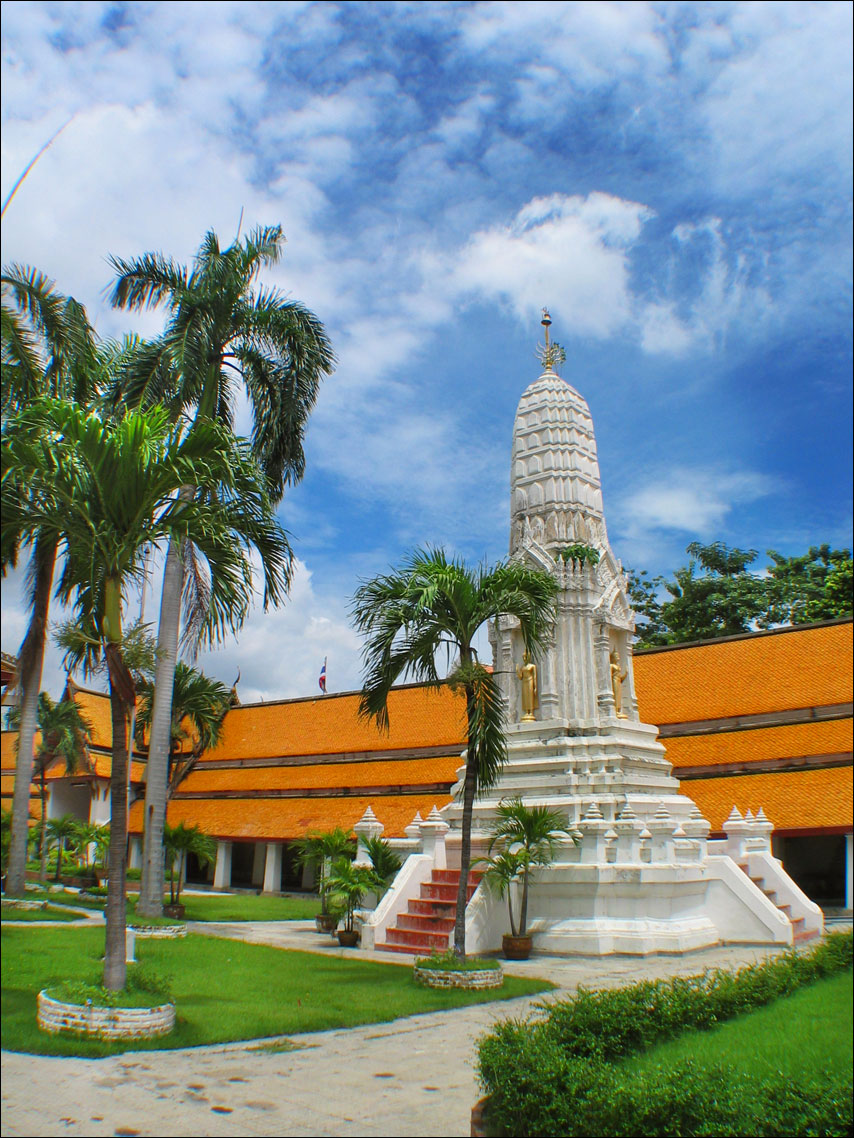
佛塔
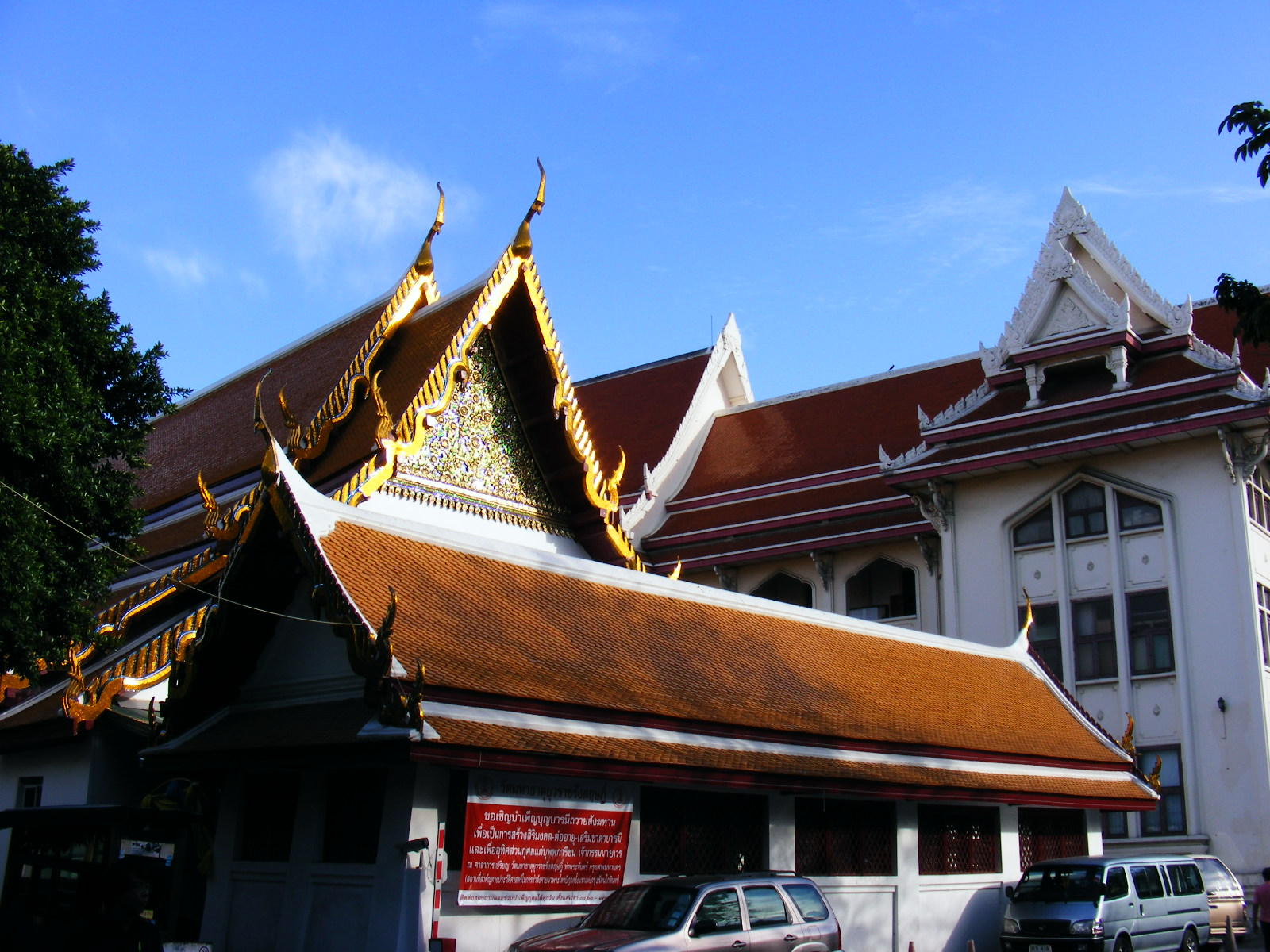
摩诃朱拉隆功大学
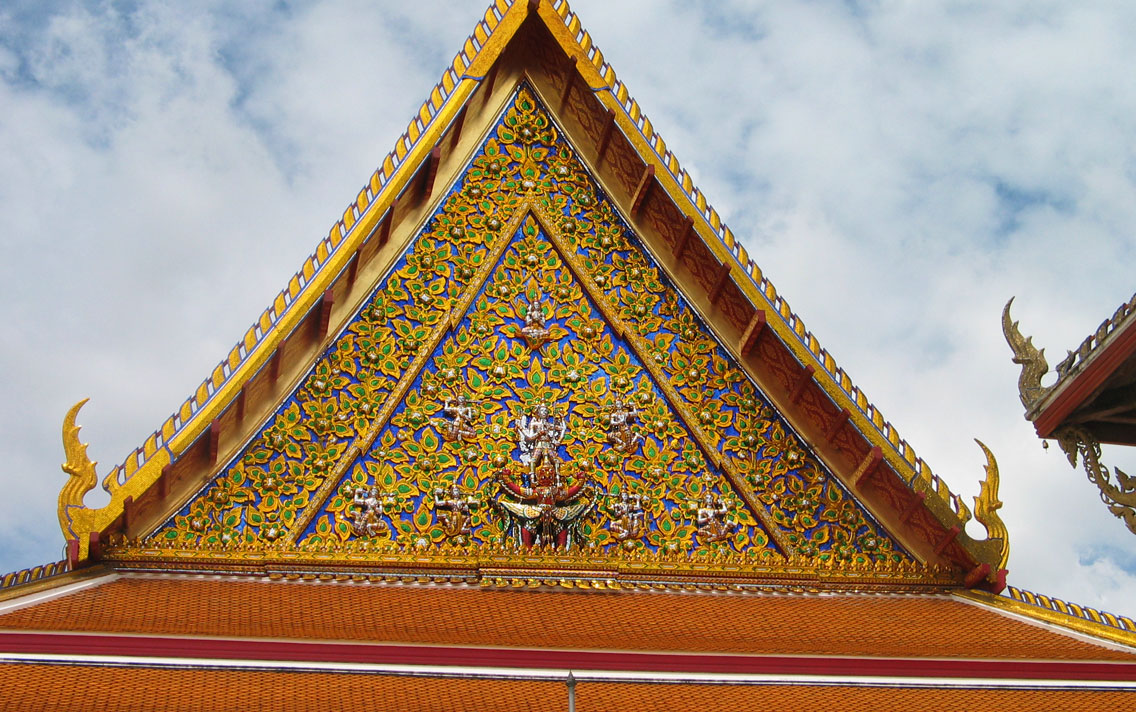
山花
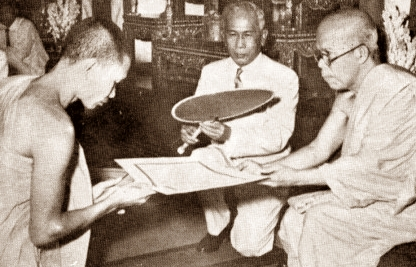
銮披汶·颂堪总理出席摩诃朱拉隆功大学的毕业典礼

### 书目
- Liedtke, Marcel, , Norderstedt: Books on Demand GmbH, 2011, ISBN 978-3-8423-7029-6
- Emmons, Ron, , New York: DK, 2008, ISBN 9780756688509
- Spooner, Andrew; Hana Borrowman; William Baldwin, , UK: www.footprintbooks.com, 2011, ISBN 978-1-904777-94-6